# 傅靜凡
傅靜凡（1968年1月27日—），臺灣社會運動人士、政治人士，擔任反賭博合法化聯盟召集人、海洋公民基金會執行長，同時也是台灣綠黨在2014年中華民國地方公職人員選舉的澎湖縣馬公市縣議員參選人。

## 人生歷程

### 罹患舌癌末期
2004年發現罹患舌癌第四期，搬到澎湖與太太娘家同住，專心療養身體，並在醫院擔任志工，終得痊癒，從此生根澎湖，投入醫院志工等社會服務。

### 反賭博合法化
2009年在面對澎湖博弈公投議題時，不齒縣府資訊不公和蠻幹作法，參與反賭運動，並擔任「反賭博合法化聯盟」發起人。

### 研究澎湖經濟
為了研究如何改善澎湖的經濟狀況，考取澎湖科技大學的食品科學研究所，學習食品加工技術。

## 參政理念

### 透明議會
2009年澎湖博弈公投時，澎湖一共19位縣議員，沒有一位表達反賭立場。希望打破議會裡的密室協商，進入體制內讓資料資訊透明公開，「點一盞燈」。

### 推動綠色產業
澎湖的農產品，像高麗菜、菜豆、紅蘿蔔、絲瓜等，透過適當的加工和儲藏，延長賞味期限至觀光季販賣。澎湖人很多家裡面都有種菜，冬天小農可以增加收益；年輕人若願意回來投入這一塊的話，可以大規模地去種植，帶動整個澎湖島上經濟。

漁業未來仍是澎湖最重要的產業，研究養殖技術、發展養殖產業、推動生態友善漁業、導入服務理念發展休閒漁業。

打造「澎湖」概念品牌，希望「澎湖」兩個字與無污染健康純淨畫上等號。

## 外部連結
- 壹圓給靜凡粉絲團 Facebook
- 台灣綠黨候選人介紹網站 - 蛻變澎湖，看見平凡的力量 傅靜凡